# Klodiana Shala
Klodiana Shala (Tirana, 22 augustus 1979) is een Albanese voormalige atlete, die was gespecialiseerd in de sprint en het hordelopen. Ze was actief in diverse disciplines, maar legde zich vooral toe op de 200 m, 400 m en de 400 m horden. Tevens is ze nationaal recordhoudster op zowel de 100 m, 200 m, 400 m en de 400 m horden.

## Loopbaan
In eigen land is Shala heel populair, vooral dankzij enkele mooie resultaten. Zo won ze brons op de 400 m tijdens de Balkankampioenschappen in Athene (indoor). Op 25 februari 2006 werd ze eveneens derde op de atletiekmeeting in Athene.
Shala nam driemaal deel aan de Olympische Spelen. In 2000 liep ze de 400 m, waar ze met een tijd van 56,41 s werd uitgeschakeld in de eerste ronde. In 2004 kwalificeerde ze zich voor de 400 m horden in Athene, maar ook hier geraakte ze niet verder dan de eerste ronde. Op deze Spelen was ze tevens vlaggendraagster voor haar vaderland bij de openingsceremonie. Op de Olympische Spelen van 2008 in Peking sneuvelde ze in de series van de 400 m met een tijd van 54,84.
Daarnaast heeft Shala aan diverse wereldkampioenschappen en Europese kampioenschappen deelgenomen. Buiten het EK indoor van 2006, waar ze op de 200 m de halve finale haalde, is het haar daar niet gelukt verder te komen dan de series.

## Persoonlijke records
Outdoor
| Onderdeel    | Prestatie | Datum            | Plaats   |
| ------------ | --------- | ---------------- | -------- |
| 100 m        | 11,71 s   | 6 juli 2005      | Bar      |
| 200 m        | 23,55 s   | 10 augustus 2006 | Göteborg |
| 400 m        | 52,86 s   | 8 augustus 2006  | Göteborg |
| 400 m horden | 56,48 s   | 29 juni 2005     | Almería  |

Indoor
| Onderdeel | Prestatie | Datum            | Plaats |
| --------- | --------- | ---------------- | ------ |
| 60 m      |           |                  |        |
| 200 m     | 25,29 s   | 18 februari 2001 | Pireás |
| 400 m     | 53,34 s   | 16 februari 2005 | Peania |

## Palmares

### 200 m
- 2002: 24e in series EK - 24,93 s
- 2006: 16e in halve finales EK - 24,64 s

### 400 m
- 2000: 56e in series OS - 56,41 s
- 2002: 20e in series EK - 55,81 s
- 2003: 26e in series WK indoor - 57,81 s
- 2004: 23e in series WK indoor - 54,62 s
- 2005: 10e in series EK indoor - 53,60 s
- 2006: 18e in series WK indoor - 54,21 s
- 2006: 18e in series EK - 52,86 s
- 2008: 46e in series OS - 54,84 s
- 2009: 20e in series EK indoor - 55,70 s

### 400 m horden
- 2004: 33e in series OS - 60,00 s